# 王凌雲 (歷史學者)
王凌雲（1935年11月7日—2021年12月28日），六四事件學生領䄂王丹的母親，中國國家博物館研究員。自北京大學歷史系畢業後，她在中國國家博物館工作逾四十年，主要從事中國近代史及中共黨史的宣傳和研究工作，著有《關向應傳》。

## 生平

### 早年
王凌雲生于山東省菏澤縣（今菏澤市）趙王河畔的趙王李莊。父親王永瑞大學畢業後擔任中學教師，曾在蔡家坡扶輪中學及平原省立菏澤中學任教歷史科。1949年，平原省建省，當時的菏澤成為了平原省的省會。1950年，王凌雲入讀平原省立菏澤中學（1952年平原省被撤銷，菏澤併回山東省，學校改稱山東省立菏澤中學；到1954年之後又改稱山東省菏澤第一中學，簡稱「菏澤一中」），在該校完成初中及高中。1955年9月，她升讀北京大學歷史系，1961年8月畢業。
1961年大學畢業後，她被分配到北京市文化局下屬的中國革命博物館（今國家博物館），從事中國近代史及中共黨史的宣傳和研究工作，直至退休。王凌雲一家曾歷經十年文化大革命，在1970年5月至1971年9月，她和在北大任教的丈夫王憲曾要下放到「五七幹校」進行勞動改造，他們帶著兩名年幼子女，舉家遠赴位於南昌市東郊鯉魚洲的北京大學江西幹校，在鄱陽湖畔從事體力勞動，並要接受思想批判。
1992年，她晋升爲中國國家博物館研究員。她著有《關向應傳》、《走過那個時代》等；寫有多篇學術論文，包括：〈瞿秋白與莫斯科中山大學的派別糾紛〉、〈瞿秋白与上海大学：兼论瞿秋白的教育思想〉及〈南京臨時政府的教育改革〉等；她和丁守合編《瞿秋白文集》。她更參與了由國家文物局主編、共32冊的大型工具書《中國文物地圖集》的編輯工作。

### 八九學運
1989年5月13日，北京大學生來到天安門廣場，希望透過絕食行動改變「四二六社論」的定性。王凌雲知道兒子王丹已經參與廣場絕食，更是發起人之一。由於王凌雲工作的國家博物館就在天安門廣場毗鄰，她每天心繫廣場，隨著絕食天數增加，救護車的呼嘯聲越見頻密，她更擔心孩子的生命安危。她理解孩子們以生命抗爭是出於不得已，作為母親雖然心痛，但並未有勸止兒子的行動。5月19日清晨，她在廣場上見到了滿面黑灰、疲倦不堪的兒子，當日晚上，廣場上傳來學生們宣布停止絕食改爲靜坐的好消息；但翌日李鵬在幹部會上宣布這次學潮是動亂，北京將實行軍事戒嚴。
1989年6月4日凌晨，北京發生「六四清場」事件，學生領袖王丹一度下落不明。6月5日傍晚，王凌雲的同事告訴她，同仁醫院有5具屍體無人認領，其中一具身穿黑色T恤白色褲子的像是王丹，同事要了一張王丹的照片，準備託人去辨認屍體。當晚王凌雲和丈夫兩人默默無言，對著桌上的晚飯無法下咽，直至被通知屍體已經被其他人認領。

### 兒子被通緝

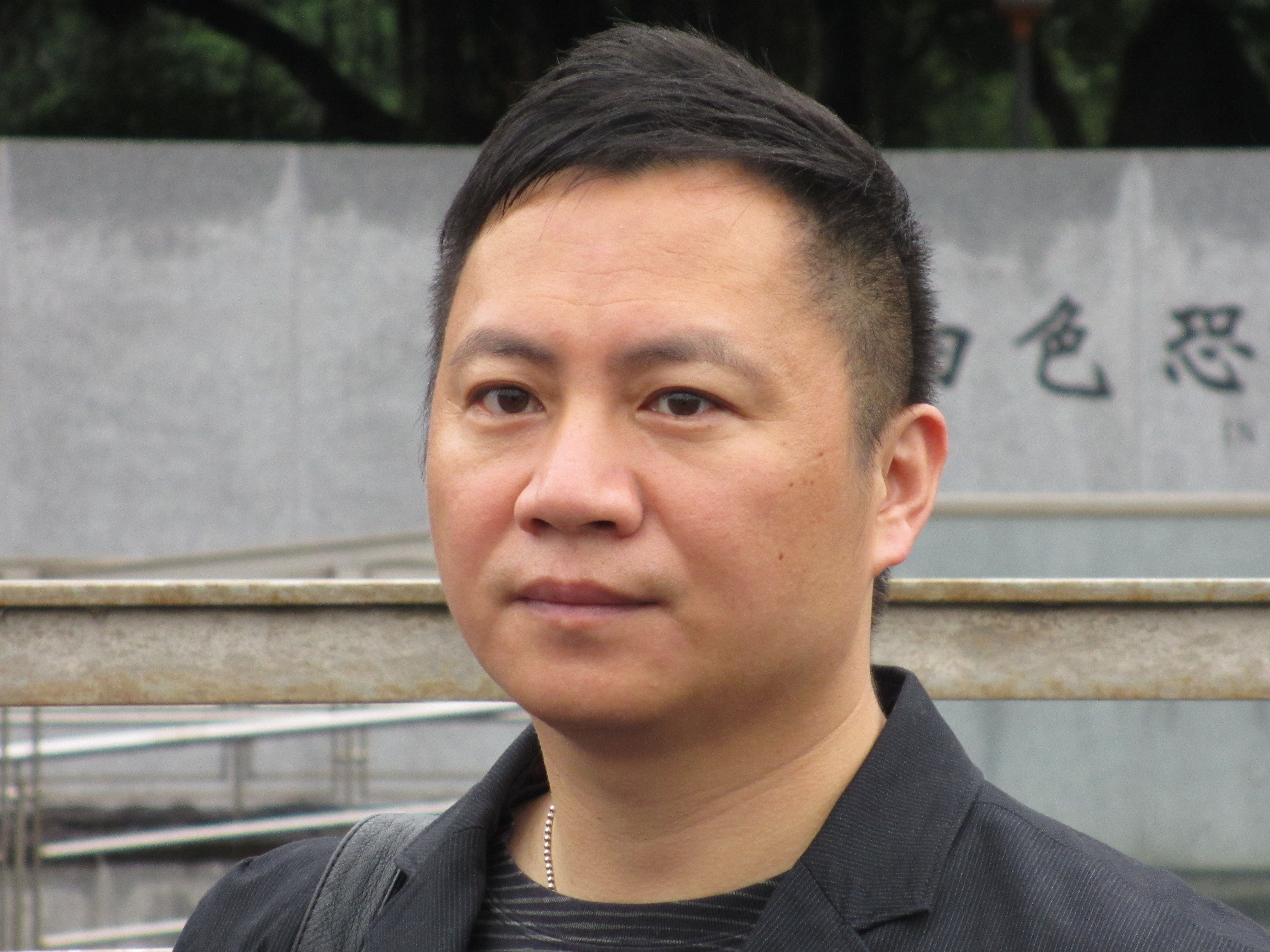
兒子王丹成為六四事件後21名被通輯學生領䄂的第一名

6月12日晚，中央電視台播出了北京市公安局的通緝令，王凌雲發現兒子的相片出現在屏幕上，更被列為「21名被通輯學生領䄂」之首。兒子被公開通緝後，王凌雲及丈夫謝絕了朋友的挽留，於6月15返回北京家中。6月30日，公安人員及持步槍的戒嚴部隊士兵到王凌雲家作搜查，抄走了王丹的幾本日記。

### 母子同入獄
1989年7月2日，王丹在北京被捕，關押於秦城監獄。7月3日，王凌雲受牽連，被公安關進北京市公安局看守所，要她揭發王丹及批判王丹反對四項基本原則，但她反駁說：王丹只是和平示威，符合憲法的每項規定，也沒有觸犯任何一條法律，反而逮捕王丹是違反憲法的行爲，由於被關押五十多天，導致她左小腿神經性肌肉萎縮，幾乎殘廢。王凌雲於8月23日始被釋放，當局一直未有說明她是因何罪名被關押。
1991年，王丹以「反革命宣傳煽動罪」被判4年徒刑，1993年2月17日獲釋，國內記者問：「作爲母親，你對兒子今後怎麽打算呢？」王凌雲說：「我希望政府能允許他回北大繼續讀書」。

### 兒子再入獄
1995年5月21日，王丹再次被捕入獄，並於1996年10月30日以「陰謀顛覆政府罪」被中國政府判刑11年。

### 為兒子奔走
由1989年至1998年，王丹先後兩次入獄的六年半中，王凌雲等家人從沒中止每月由北京到遼寧錦州監獄探視，王丹形容沒有母親和家人的支持，沒可能承受得住漫長的牢獄生涯。
1995年5月，王凌雲連同其他人士共45人，聯合起草了《迎接聯合國寬容年，呼喚實現國內寬容》呼籲書，以寬容精神對待意識形態、政治思想、宗教信仰等方面的各種見解，重新評價「六四」事件，及放所有因思想、言論和信仰問題而被關押的人員。
1998年2月12日，王凌雲及丈夫致函國家主席江澤民，指王丹腦部疑患有腫瘤，日益嚴重的病情，要求允許王丹保外就醫以挽救生命。同年4月19日，中國政府在美國總統克林頓訪華前夕，以「出於人道主義考慮」為名，允許王丹保外就醫，將王丹遞解前往美國底特律。
2007年10月2日，儘管王丹已離開中國保外就醫，王凌雲及丈夫仍到王丹先前服刑的錦州監獄，辦妥王丹「刑滿釋放」手續，使王丹能在法律上正式恢復自由公民的權力，希能他能回國團聚。
2008年6月，王丹獲得哈佛大學歷史學博士學位，王凌雲及丈夫赴美參加畢業典禮。
2011年1月26日，香港政府拒絕王丹來香港，出席支聯會原主席司徒華逝世的弔唁活動，王凌雲發表聲明，指事件顯示中港政府都缺乏自信，不理解兩地政府害怕甚麼，相信王丹返回中國更是遙遙無期。
2015年6月，正值六四事件26周年，王凌雲表示無後悔當年無勸止兒子參與六四學運，她認為反貪腐和追求民主是愛國的表現。她希望中國當局能以人道立場，讓王丹回國探親。談到香港的雨傘運動，她說香港年青人都是有理想的，希望父母尊重子女的選擇。
2019年5月，王凌雲在北京接受香港電台訪問，表示自從王丹2017年定居美國華盛頓後，自己同曾經中風的丈夫，難以乘搭長途機探望。王凌雲並指中央當年無解釋下取消兒子的國籍不合法、不合情，希望中央開明一點，趁今年建國70周年，讓流亡海外的學生回國。她同時表示有心理準備，在有生之年兒子都可能無法回國。 

### 逝世
2021年12月28日，王凌雲因突發腦出血，經搶救無效，于醫院去世，終年86歲。翌日下午舉行告別儀式，由於王丹不能返國，只好由他的中學同學、大學同學、朋友及外地趕來的親屬，代他送母親最後一程。在國外的王丹會為母親守喪七天，其間暫停直播節目和專欄寫作，亦不會參加任何公共活動。王丹悼念母親說：「如果沒有我，她的一生會非常順遂平和」，他指母親在世時常勸自己少喝酒免傷身，因此他宣布「從此一生，我將滴酒不沾，作為對她的紀念」。
「天安門母親」發起人張先玲對王凌雲離世表示哀悼，她指雖然一眾天安門母親已年紀老邁，但相信民眾不會淡忘這場運動。 著名作家蘇曉康說，王丹成為了六四事件後頭號「通緝的二十一名學生」，王凌雲是會以這個兒子為榮的。

## 家庭
王凌雲丈夫王憲曾，倆人是高中時的同班同學，並一起考上北京大學，他們於1962年8月11日在北京大學舉行婚禮。王憲曾研究古生物，在北京大學地質系任教約三十年。他們育有一子一女，女兒王堇青出生於1963年7月11日，兒子王丹出生於1969年2月26日。

## 作品

### 著作
- 王凌雲（2021）。《走過那個時代》。臺北：渠成文化出版社。ISBN 9789869856591。
- 王凌雲（2010）。《歲月蒼茫：我與兒子王丹》。香港：明報出版社。ISBN 9789888027590。
- 王軍濤、蘇穩中、王凌雲等（2012）。《公共知識分子：公共知識分子的使命 第二期》。臺灣：公共知識分子出版社。ISBN 9789868764811。
- 王凌雲（1999）。《歲月蒼蒼：我與兒子王丹》。香港：明報出版社。ISBN 9789629730598。
- 王凌雲（1986）。《關向應傳》。鄭州：河南人民出版社。書號：11105‧122

### 編纂
- 黃景略、葉學明、葉小燕、吳夢麟、王凌雲、史俐敏等（編）（1988-2013）。《中國文物地圖集》。北京：中國地圖出版社/文物出版社。
- 丁守和、王凌雲（編）（1993）。《瞿秋白文集》(第六、七卷)。北京：華夏出版社。
- 丁守和、王凌雲（編）（1993）。《瞿秋白語萃》。北京：華夏出版社。ISBN 9787508001449。
- 姜平、王凌雲（編）（1983）。《鄧中夏文集》。北京：人民出版社。書號：3001‧1841

### 學術文章
- 王凌雲（2009）。〈南京臨時政府的教育改革〉。《〈教育史研究〉創刊二十周年暨中國教育史研究六十年學術研討會會議論文集》。中國：北京。
- 王凌雲（1995）。〈瞿秋白與莫斯科中山大學的派別糾紛〉。《瞿秋白就義60周年紀念暨學術討論會論文集》。中國：北京。
- 王凌雲（1982）。〈瞿秋白与上海大学：兼论瞿秋白的教育思想〉。《昆明师院学报》1982年4期，68-71頁。

## 王凌雲人道救助基金
2021年王凌雲辭世後，其兒子王丹表示會以十萬美元設立「王凌雲人道救助基金」，用于救助其他經歷過其母這樣的苦難的政治犯家屬。這個基金將不接受任何外來捐款。